# Botanischer Garten Bakau
Der Botanische Garten (englisch Bakau Botanical Garden) in Bakau im westafrikanischen Staat Gambia ist ein botanischer Garten mit zum großen Teil einheimischen Pflanzen, daneben aus Südostasien, Nordamerika und Sibirien. Er wurde 1924, als Gambia noch eine britische Kolonie war, angelegt.
Die abgesperrte Parkanlage, die gegen ein geringes Entgelt betreten werden kann, liegt an der nördlichen Seite der Atlantic Roads. Ein Naturlehrpfad mit einigen Sitzgelegenheiten durchzieht das Gelände. Zahlreiche Bäume und Sträucher sind mit Namensschildern versehen, darunter Teakbäume und Palmfarne. Vögel der Arten Schmetterlingsfink (Uraeginthus bengalus), Kleinelsterchen (Lonchura cucullata) und  Kuhreiher (Bubulcus ibis) sind hier häufig anzutreffen.